# Гелааджо Табара II
Гелааджо Табара II (д/н — 1669) — сатігі (володар) імперії Фута-Торо в 1640—1669 роках. Відомий також як Самба Букар (Бокар) Сава Лааму.

## Життєпис
Походив з династії Деніанке. Старший син сатігі Самби Лааму. Посів трон близько 1640 року Скористався ослаблення султанату Марокко, активно розпочав атакувати північні області, де облаштувалися берберські племена. В подальшому спочатку підтримував імамат зуайя та арабські племена бану-хасан. 1647 року в битві біля Обах зазнав поразки від імама Абу Бакра, внаслідок чого Гелааджо Табара II втратив область Чемана.
Водночас спрямував наступ на схід, де в цей час утворилося декілька невеличких держав. Уклав союз з один з правителів сонінке, оженившись на його доньці Мусі Сілман. При цьому обмежив вплив емірату Бунду.
З 1656 року почав нову війну проти імама Усмана, проте зазнав низки поразок. Але 1665 року війська Фута Торо в області Чемана завдали поразки військам імама. Уклав союзи з арабськими племенами трарза і бракна. Помер 1669 року. Йому спадкував брат Сіре Табакалі.